# Evolutionäre Anpassung

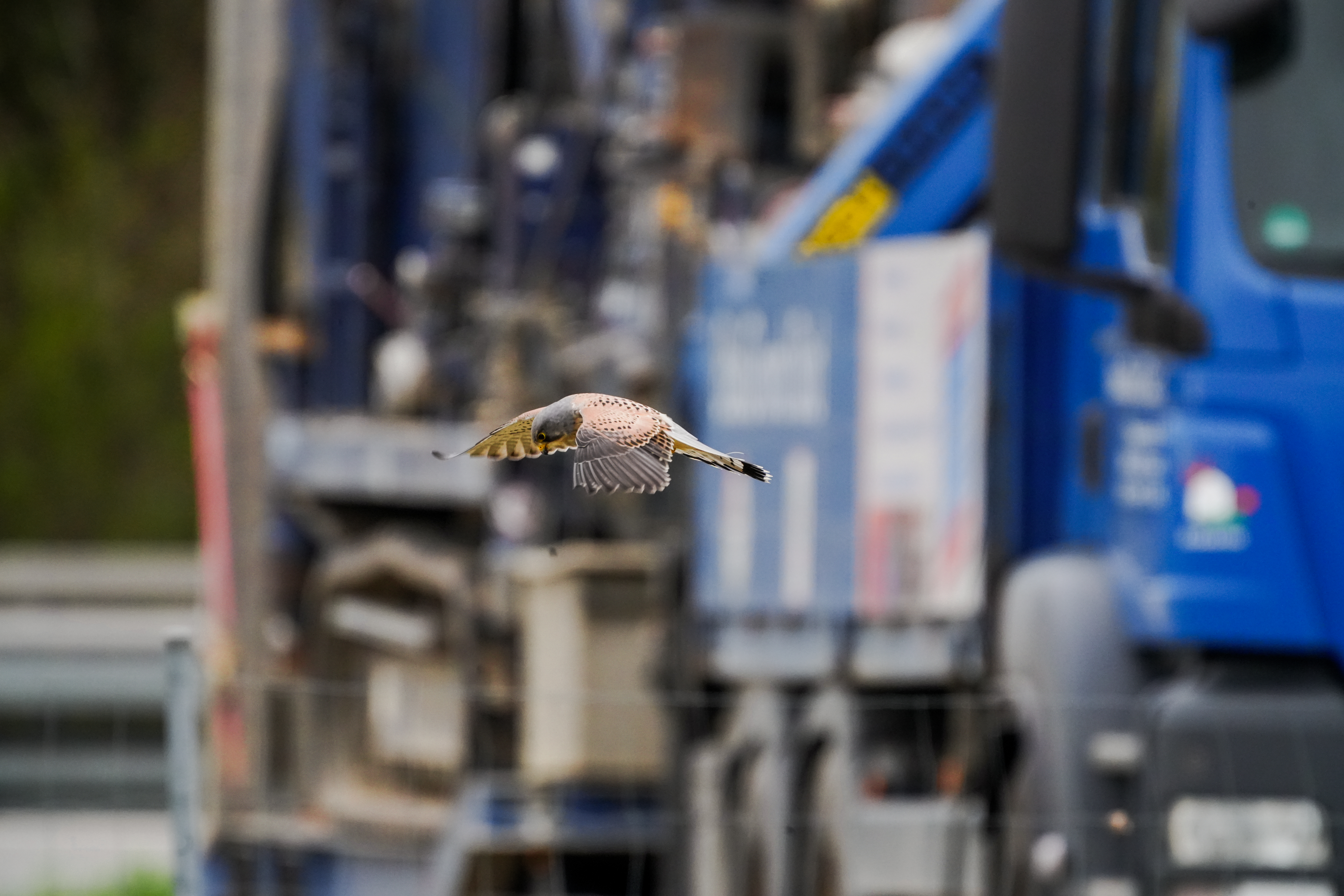
Turmfalken haben sich erfolgreich an eine vom Menschen geprägte Landschaft angepasst

Eine evolutionäre Anpassung (oder wissenschaftlich Adaptation) ist ein in einer Population eines bestimmten Lebewesens auftretendes Merkmal, das für sein Überleben oder seinen Fortpflanzungserfolg vorteilhaft ist, und das durch natürliche Mutation und anschließende Selektion für seinen gegenwärtigen Zustand entstanden ist. Ein Merkmal kann in diesem Zusammenhang zum Beispiel Aussehen und Gestalt betreffen (morphologische Besonderheit), oder den Stoffwechsel, aber auch eine Verhaltensweise sein. Damit ein Merkmal adaptiv ist, also als Anpassung in den Genpool einer Population einfließen kann und sich darin verbreiten kann, muss es erblich sein, d. h. eine genetische Basis besitzen. Die sexuelle Fortpflanzung besitzt im Vergleich zur asexuellen Fortpflanzung eine höhere Rate der Anpassung.
Merkmale, die für den Organismus vorteilhaft sind, die aber nach ihrer Entstehung zuerst eine andere Funktion hatten, werden als Exaptationen bezeichnet. Der alternativ dafür gebrauchte Ausdruck Präadaptation wird heute vermieden, weil er den falschen Eindruck einer im Voraus zielgerichteten Entwicklung auf einen neuen „Zweck“ hin vermittelt. Eine Exaptation wären z. B. die Federn in den Flügeln der Vögel, die bei ihren vermutlichen Vorfahren, flugunfähigen Reptilien, ursprünglich nur die Funktion der Wärmeisolation hatten, d. h. zu Beginn der Evolution der Vögel (siehe Archäopteryx) bereits vorhanden waren und nach einer Umgestaltung zusätzlich eine neue Funktion erfüllen konnten. Angepasstheit (Adaptedness) beschreibt den Zustand von adaptierten Merkmale und Verhaltensweisen eines Organismus, die durch diesen Anpassungsprozess aufgrund der gegebenen Umweltbedingungen entstehen. Evolutionär neutrale bzw. schädliche Merkmale werden manchmal als „Anaptation“ bzw. „Disaptation“ bezeichnet; diese Begriffe sind aber nicht allgemein gebräuchlich.

## Erläuterung
Zwar ist die Evolution im Prinzip nicht zielgerichtet, sondern beruht auf zufälligen Änderungen im Erbgut, die zu genetischen Variationen und somit zu einer größeren Vielfalt der Phänotypen führen, die sich in einer gegebenen Umwelt (Ökosystem) zu bewähren haben. Da aber nach den zufälligen Mutationen häufig eine gerichtete Selektion wirksam ist, ist es sinnvoll, von Anpassungen zu sprechen.
Die Summe der Anpassungen der Organismen einer Art definiert ihre ökologische Nische. Über Akklimatisation können sich Lebewesen innerhalb der durch das Erbgut gesetzten Grenzen an bestimmte Umweltfaktoren anpassen. Die verschiedenen möglichen Phänotypen eines Genotyps werden als seine Reaktionsnorm bezeichnet. Adaptationen erfolgen immer an die gegenwärtige Umwelt (wenn man es ganz genau nimmt: an die Umwelt der jeweiligen Elterngeneration). Das hat zur Folge, dass ein Merkmal seinen adaptierten Charakter eventuell dadurch verlieren kann, dass sich die Umwelt verändert. Ursprünglich adaptive Merkmale, die in einer veränderten Umwelt nun nachteilig werden, werden auch als Fehlanpassung (auch: Maladaptation) bezeichnet. Lebt ein Organismus in einer unvorhersagbaren, veränderlichen Umwelt, kann eine hohe genetische Variabilität oder eine weite Reaktionsnorm selbst ein adaptives Merkmal sein.
Umwelt eines Organismus sind nicht nur die abiotischen Bedingungen und Faktoren, sondern auch die anderen Lebewesen, mit denen er jeweils zusammenlebt – einschließlich seiner Artgenossen (biotische Faktoren). Organismen entwickeln dementsprechend auch Adaptationen in Reaktion auf diese Lebewesen, z. B. schnelles Laufvermögen, um Prädatoren zu entkommen. Da der andere Organismus ebenfalls adaptieren kann, kann das zu einer Rückkoppelung führen. Man spricht hier von Koadaption. Koadaptionen können zu Symbiose oder Mutualismus führen, wenn sie für beide Partner vorteilhaft sind. In anderen Fällen führen sie oft zu einem evolutionären „Wettrüsten“ (siehe auch Koevolution).
Ein Organismus in seiner natürlichen Umgebung muss sich in der Regel nicht nur an einen einzigen Faktor adaptieren, sondern an zahlreiche gleichzeitig. Diese Anforderungen können eine Konfliktsituation darstellen. Die tatsächlichen Adaptationen entsprechen deshalb meist nicht dem technischen Optimum für eine jeweilige Funktion, sondern gehen auf Kompromisse zurück. Innerhalb des Lebensraums einer Population können durchaus mehrere ökologische Optima existieren, die sich nicht überlappen, an die eine verstärkte Adaptation vorteilhaft wäre. Adaptationen bezüglich der einen Funktion führen hier aber zu Nachteilen bei der anderen. Da die jeweilige Population genetisch zusammenhängt, können Kompromisse bei der Adaptation hier sogar dazu führen, dass die tatsächliche Population beide Optima verfehlt. Sind einzelne Individuen besonders gut an eine Faktorenkombination adaptiert, kann dieser Vorteil durch die Paarung mit anders adaptierten in der folgenden Generation wieder verloren gehen (der Faktor wird in der Populationsgenetik als Genfluss bezeichnet). In solchen Fällen oder wenn gar keine an mehrere Optima gleichzeitig adaptierten Genotypen vorkommen, kann bei der Population eine „disruptive“ Selektion einsetzen. Diese führt zur Aufspaltung einer Population in zwei oder mehrere Teilpopulationen und ermöglicht so langfristig die Bildung neuer Arten (siehe auch Adaptive Radiation).

## Grafische Darstellung in der Fitness-Landschaft

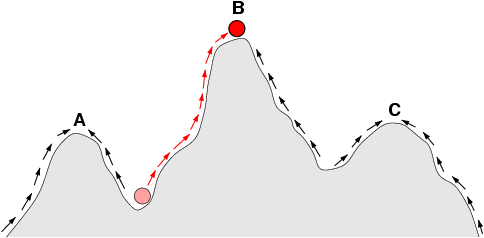
Skizze einer Fitness-Landschaft. Die Pfeile bezeichnen den durch Selektion präferierten Weg einer Population in der Landschaft. Die Punkte A, B und C sind lokale Optima. Der rote Ball steht für eine Population, die sich von einem sehr niedrigen Fitnesswert in Richtung eines lokalen Gipfels bewegt.

Evolutionäre Anpassung kann grafisch in den von Sewall Wright eingeführten Fitness-Landschaften dargestellt werden. Dabei handelt es sich um eine Form grafischer Darstellung der Fitness (Reproduktionserfolg) unterschiedlicher Genkombinationen, die sowohl ein bestimmtes phänotypisches Merkmal (z. B. Auge, Kiemen, Außenskelett, Brutpflegeverhalten) als auch den gesamten Phänotyp repräsentieren können. Täler in diesen Landschaften bedeuten geringeren Reproduktionserfolg der Genkombinationen, Hügel repräsentieren günstigere Genkombinationen. Die natürliche Selektion verschiebt das Merkmal bzw. den Phänotyp als evolutionäre Anpassung auf die Gipfel der Hügel. Dort ist das Merkmal an seine Umwelt adaptiert. Zufälligen Bewegungen in anderen Richtungen der Fitness-Landschaft werden als genetische Drift bezeichnet. Eine Anpassung, ausgehend von einem lokalen Gipfel auf dem Weg bergab und wieder bergauf zu einem anderen, höheren Gipfel ist evolutionär in der Regel nicht möglich. So kann etwa ein Wal etwa keine Kiemen mehr entwickeln, die er in einer phylogenetisch früheren Phase einmal hatte.

## Adaptionismusstreit
Seit dem Ende der 1970er Jahre wird unter dem Schlagwort adaptationist program eine Auseinandersetzung darüber geführt, in welchem Ausmaß Organismen in ihren Populationen tatsächlich adaptiert sind. In einem einflussreichen Artikel wehrten sich Stephen Jay Gould und Richard Lewontin gegen eine aus ihrer Sicht überzogene Einzelbetrachtung („Atomisierung“) von Merkmalen, die einzeln der Selektion unterliegen und adaptiert würden. Tatsächlich seien zahlreiche Merkmale nicht selektierte Nebenprodukte anderer, adaptierter Merkmale. Somit könnten Eigenschaften eines Organismus auch ohne direkten Funktionsbezug und damit ohne selektive Vorteile überleben. Ernst Mayr bezog Stellung zu diesem Angriff auf die evolutionäre Anpassung. Mayr betonte, dass Anpassung zu keinem perfekt optimierten Prozess führe, da „stochastische Prozesse und andere Constraints“, auch Pleiotropie, perfekte Adaptation verhindern. In diesen Zusammenhang passen die Exaptationen. Bereits Darwin hatte darauf hingewiesen, dass es perfekte Anpassung nicht gibt. Der Streit um Grad und Umfang evolutionärer Anpassung wird heute offen geführt.

## Beispiele für ursächliche Faktoren der Anpassung

### Hitze
Extremophile Mikroorganismen, die hitzebeständige Proteine entwickelt haben, können z. B. Vulkanseen besiedeln und so ihren Lebensraum in besonders warme bzw. sehr heiße Biotope wie Hydrothermalquellen und Geysire ausdehnen. Diese thermophilen Organismen haben ihre ökologische Nische in Temperaturbereichen, in denen andere Lebewesen absterben. Wobei es ebenso gut sein kann, dass die Thermophilen zuerst entstanden sind, denn die Cyanobakterien und Archaeen gehören zu den evolutionsgeschichtlich sehr alten Mikroorganismen. Die Bedingungen auf der frühen Erde (Präkambrium) waren so, dass die Anpassung eher in umgekehrter Richtung – von heißen Gewässern über warme zu kalten – erfolgt sein dürfte.
Ein weiterer Anpassungsmechanismus ist bei höheren Tieren die Vermeidung der Hitzeeinstrahlung durch Nachtaktivität. Diese Anpassungserscheinung findet man vor allem in Wüstengebieten.
Insbesondere in Feuerökosystemen haben sich etliche Pflanzen – sogenannte Pyrophyten – in verschiedener Weise an den Umweltfaktor Feuer angepasst.

### Kälte
Fällt die Außentemperatur stark ab, müssen gleichwarme Tiere mehr Energie aufbringen, um ihre Körpertemperatur aufrechtzuerhalten und so eine Funktionalität der lebenswichtigen Proteine zu gewährleisten. Säugetiere und Vögel, die ein besonders dichtes Fell bzw. Federkleid entwickelt haben, können in kalten Klimazonen leben. Bei vielen Säugetieren in der gemäßigten Zone, besonders aber in polaren Breiten findet ein Fellwechsel statt. Das dichtere Winterfell schützt sie vor Wärmeverlust, das dünnere Sommerfell hat oft auch eine andere Farbe. Einigen Säugetieren wie dem Hermelin dient der Fellwechsel nämlich auch zur Tarnung. Die meisten Meeressäuger und Pinguine, die sich in eiskaltem Meerwasser aufhalten, haben als Wärmeisolierung unter der Haut eine Speckschicht. Bei den Walen und Robben wird diese Schicht Blubber genannt. Fellrobben dienen auch Lufteinschlüsse zur Isolation, dies gilt auch für Seeotter, die keine isolierende Fettschicht haben, dafür sehr feines, dichtes Fell. Manche Tiere reagieren auf die Kälte, indem sie ihren Metabolismus herunterfahren und in einen Winterschlaf fallen, andere bauen eine Höhle.
Schutzmechanismen als Anpassung an kalte Jahreszeiten gibt es auch bei Pflanzen. So verlieren Laubbäume im Herbst ihr Laub und überdauern den Winter mit einer temperaturbedingt stark reduzierten Stoffwechselaktivität. Das Sonnenlicht könnte auch bei den kürzeren Tageslängen an Tagen mit Temperaturen über dem Gefrierpunkt zur Fotosynthese genutzt werden, durch die Nachtfröste würden jedoch die Blätter erfrieren und sowieso absterben. Deshalb haben Laubbäume einen periodischen Laubfall. Nadelbäume hingegen behalten ihre Blätter bzw. Nadeln, die ätherische Öle und andere biologische Gefrierschutzfaktoren enthalten.

### Fressfeinde
- Abwehrsysteme:

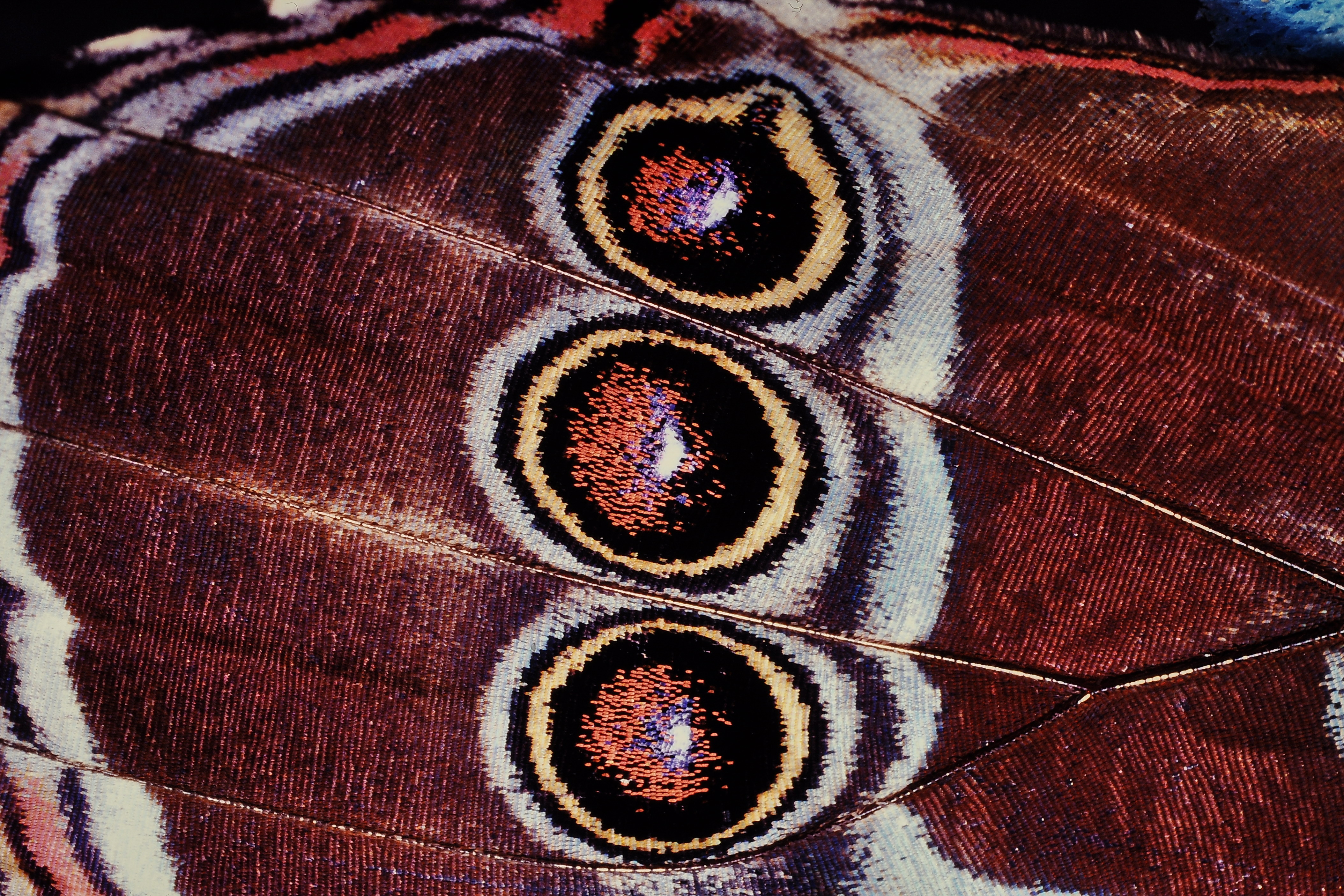
Detail aus einem Schmetterlingsflügel, hier werden Augen größerer Tiere vorgetäuscht

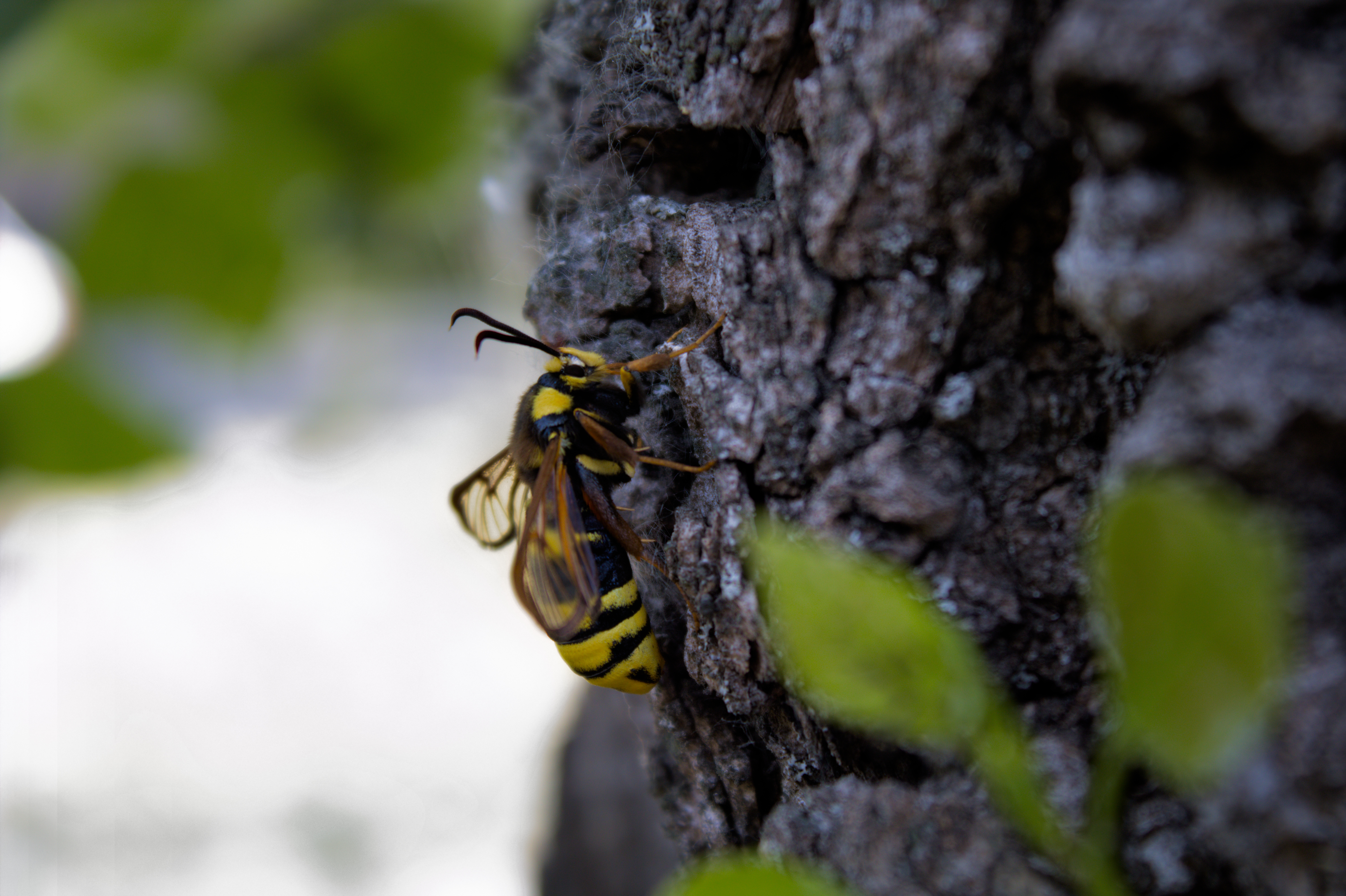
Der Hornissen-Glasflügler nutzt Mimikry um von möglichen Räubern für eine Hornisse gehalten zu werden

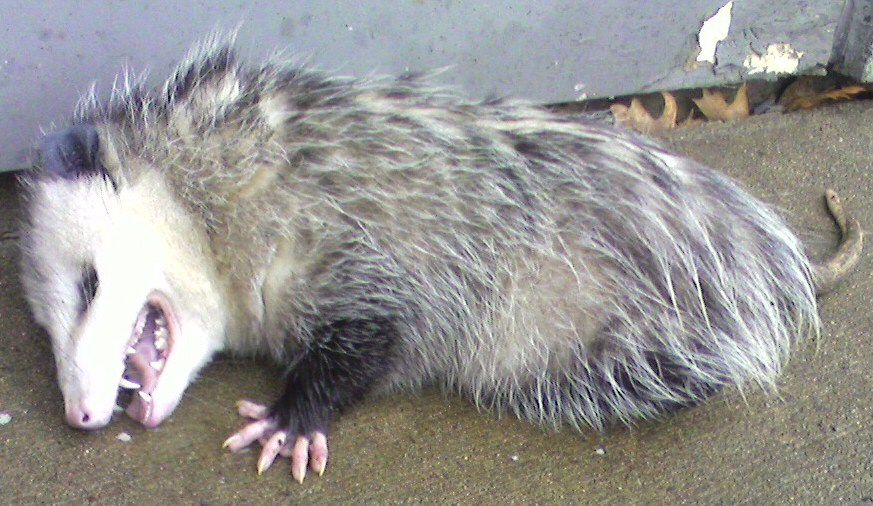
Passive Abwehrstrategie; ein Opossum stellt sich tot

  - Giftigkeit bzw. Sequestrierung von Toxinen
  - Bei Tieren:Stachel, Zähne, Krallen, Klauen, Schnäbel
  - Bei Pflanzen:Brennhaare, Stacheln und Dornen
  - Anlocken von Feinden der eigenen Fressfeinde durch Pheromon (auch bei Pflanzen, z. B. Bauern-Tabak vs. Tabakschwärmer[10])
- Farbveränderungen und farbliche Signale:
  - spontane Farbveränderung (z. B. Chamäleon, Tintenfische)
  - jahreszeitliche Farbanpassung (Schneehase, Schneehühner, Polarfuchs)
  - Warntrachten, Aposematismus (Feuersalamander, Wespen)
- Tarnung:
  - Mimikry, die Imitation von Warntrachten durch eigentlich harmlose Tiere (Schwebefliege, Hornissen-Glasflügler[11])
  - Mimese, die Tarnung durch Anpassung an die Umwelt (Stabheuschrecken)
- Panzerung:
  - Exoskelett
  - Knochenpanzer
  - Carapax (Rückenpanzer, Rückenschale oder Rückenschild z. B. bei Krebstieren, Spinnen,  Muschelkrebse und Rückenschalern, wie dem Pfeilschwanzkrebs[12])
  - Schneckenhaus und Muschelschale
  - Krebspanzer durch Chitin und Kalk (Palmendieb) oder Nutzung von Muscheln (Einsiedlerkrebs)
- Autotomie (Abwerfen eines Körperteils bei Gefahr, z. B. Eidechsen[13])
- Drohverhalten
- Fluchtverhalten
- Herdenschutz
- Schreckstarre (einschl. „tot stellen“, wie beim Opossum)

### Trockenheit
- Resistenz gegen Austrocknen (Moose)
- periodischer Laubfall
- Wasserspeicherung (Sukkulenten)
- Wasserundurchlässige Körperhülle
- Bildung konzentrierten Harns oder Harnsäure

### Wind
Auf Dauer sorgt der Windfaktor dafür, dass flugfähige Insekten sich durch Flügelreduktion bis hin zum völligen Verlust der Flügel an ihre ökologische Nische anpassen, um nicht weggeweht zu werden. Diese Anpassung ist insbesondere bei Insekten, die auf Inseln leben, anzutreffen.
- Flügelreduktion bis hin zur Flügellosigkeit bei Stelzenfliegen (z. B. moseleyi)[17]
- Verlust der Flügel (manche Schmetterlinge)

### Strömung
Starke Strömungen bergen vor allem die Gefahr, vom Lebensraum weggespült zu werden.
- Stromlinienförmiger Körper (Forelle), siehe auch Stromlinienform
- Haltevorrichtungen (Steinfliegenlarven, Muscheln)
- Verstecken unter Steinen (Köcherfliegenlarven)
- Schleimbildung (Bakterien)
- Erhöhung des Körpergewichts
- Verringerung des Wasserwiderstands
- Saugnäpfe

### Dunkelheit

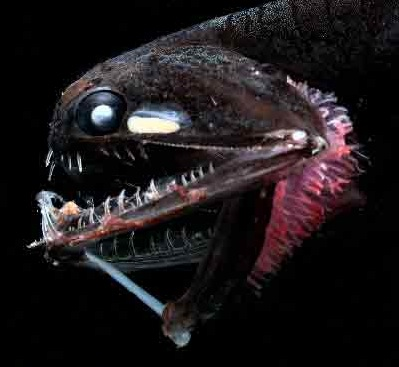
Ein Barten-Drachenfisch mit Leuchtorganen

Dunkelheit macht einen der wichtigsten Sinne, den Gesichtssinn, wertlos. Trübes Wasser hat eine ähnliche Wirkung.
- Vergrößerung der Augen (Tiefseefische, Höhlenbewohner)
- Lichtaussendung (Tiefseefische)
- Echolotpeilung (Delfine, Fledermäuse)
- Tasthaare (Katze, Nacktmull)

### Nahrungsmangel

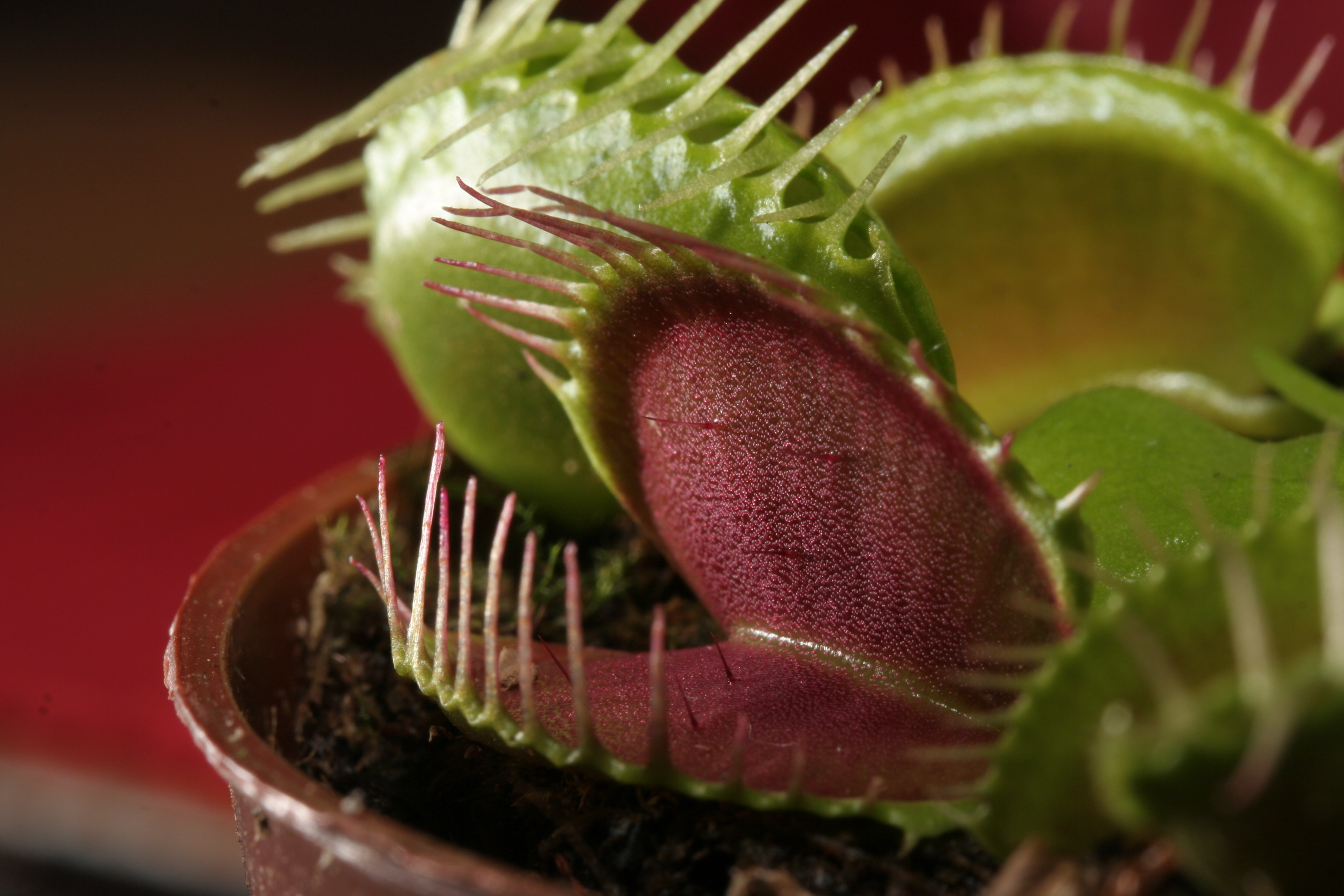
Eine fleischfressende Venusfliegenfalle

Mangel an Nahrung vermindert – neben der Existenzbedrohung – auch die Fortpflanzungsrate
- Wanderungen, z. B.: Tierwanderung (siehe auch: Berglemming)
  - Vogelzug
  - Fischwanderung
  - Vertikalwanderung
- Anlage von Nahrungsreserven z. B. Wintervorrat oder Fettreserven
- Einergiesparmaßnahmen
  - Winterschlaf
  - Winterruhe
- Erschließung von eigentlich speziesuntypischen Nahrungsquellen
  - fleischfressende Pflanzen
  - Kulturfolger
- Kannibalismus
  - Sexueller Kannibalismus dient auch der Produktion von mehr überlebensfähigen Nachkommen[18]
  - Adelphophagie (z. B. beim Sandtigerhai)[19]

### Schwermetalle
- Neutralisierung der Schwermetallionen durch Chelatbildung mit organischen Säuren

### Antibiotika
- Bündelung von Resistenzgenen in eigenen Plasmiden, die durch horizontalen Gentransfer auch über Artgrenzen hinweg ausgetauscht werden.